# Carios setosus
Carios setosus är en fästingart som beskrevs av Kohls, Clifford och Jones 1969. Carios setosus ingår i släktet Carios och familjen mjuka fästingar. Inga underarter finns listade.